# Calle Colonia (Montevideo)
La calle Colonia es un calle de la ciudad de Montevideo, Uruguay. Atraviesa el centro de la ciudad, siendo una vía de entrada hacia el centro y casco antiguo de la ciudad. Homenajea al Departamento de Colonia. Empieza en el túnel de 8 de Octubre sobre las avenidas 8 de Octubre y Bulevar Artigas y termina en la Ciudad Vieja enfrente al Radisson Montevideo sobre las calles Florida y Ciudadela.